# Chelles (Oise)
Chelles ist eine nordfranzösische Gemeinde mit 475 Einwohnern (Stand 1. Januar 2022) im Département Oise in der Region Hauts-de-France (vor 2016 Picardie). Sie gehört zum Arrondissement Compiègne und zum Kanton Compiègne-2 (bis 2015 Attichy). Die Einwohner werden Chellois genannt.

## Geografie
Chelles liegt etwa 22 Kilometer ostsüdöstlich von Compiègne am Flüsschen Vandy, das der Aisne zuströmt. Umgeben wird Chelles von den Nachbargemeinden Croutoy im Norden, Hautefontaine im Norden und Nordosten, Mortefontaine im Osten und Südosten, Retheuil im Süden und Südwesten sowie Saint-Étienne-Roilaye im Westen.

## Bevölkerungsentwicklung
| Jahr      | 1962 | 1968 | 1975 | 1982 | 1990 | 1999 | 2006 | 2013 |
| Einwohner | 269  | 230  | 209  | 267  | 334  | 384  | 422  | 503  |

## Sehenswürdigkeiten
- Kirche Saint-Martin (siehe auch: Liste der Monuments historiques in Chelles (Oise))
- Reste des Karolingerpalais Le Chesne (Palatium Casnum) aus dem 9. und 10. Jahrhundert